# Ключ 143
Ключ 143 (трад. и упр. 血) — ключ Канси со значением «кровь»; один из 29, состоящих из шести штрихов.
В словаре Канси есть 60 символов (из 49 030), которые можно найти c этим радикалом.

## История
Древняя идеограмма изображала сосуд c капающей в него кровью жертвенного животного.
В современном языке иероглиф используется в значениях: «кровь, кровяной, кровавый, кровопролитный, менструация, кровная связь, пыл, энергия» и др.
В качестве ключевого знака иероглиф используется редко.

Вид в Цзягувэнь
Вид в большой печати Чжуаньшу
Вид в малой печати Чжуаньшу

В словарях находится под номером 143.

## Японское прочтение
(См. Кунъёми и Онъёми)
Сюэбу (кит. 血部, яп. Тихэн) — 143-й ключ Канси. Относится к группе шестичертных ключей (люхуа).

## Примеры иероглифов
| Доп. штрихи | Иероглифы   |
| ----------- | ----------- |
| 0           | 血          |
| 3           | 衁 衂       |
| 4           | 衃 衄       |
| 5           | 衅          |
| 6           | 衆 衇 衈 衉 |
| 15          | 衊          |
| 18          | 衋          |

- Примечание: Ваш браузер может отображать иероглифы неправильно.